# 12775 Brackett
12775 Brackett (1994 PX22) là một tiểu hành tinh vành đai chính được phát hiện ngày 12 tháng 8 năm 1994 bởi E. W. Elst ở Đài thiên văn Nam Âu.